# شهرستان منگچنگ
شهرستان منگچنگ (به لاتین: Mengcheng County) یک منطقهٔ مسکونی در چین است که در بوجوا واقع شده‌است. شهرستان منگچنگ ۲٬۰۹۱ کیلومتر مربع مساحت و ۱٬۲۷۴٬۰۰۰ نفر جمعیت دارد.